# Franco Tosi Meccanica
La Franco Tosi Meccanica (originariamente denominata Franco Tosi) è una azienda metalmeccanica italiana fondata nel 1881 da Franco Tosi, pioniere di questo settore dell'industria.

## Storia

### Dalla fondazione alla prima guerra mondiale

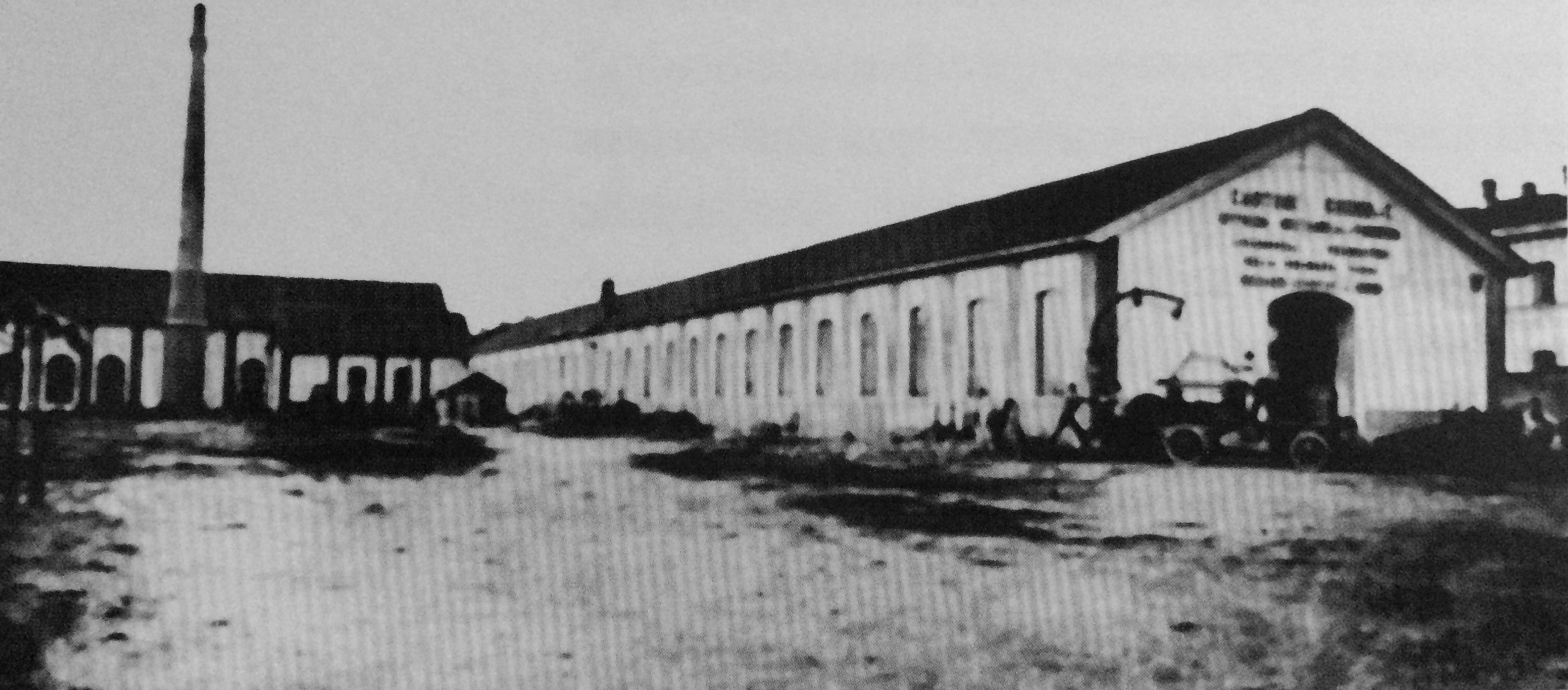
La Cantoni-Krumm nel 1880

Gli stabilimenti della Franco Tosi all'inizio del XX secolo

Impianti della Franco Tosi alla centrale termica di Tornavento

Nata come Cantoni-Krumm nel 1874, nel 1881 prese il nome di Franco Tosi. Il primo motore che fu sviluppato dall'azienda fu uno di 2,2 kW. Nel 1881 seguì il Ryder da 30-37 kW, mentre nel 1883 uscirono dagli stabilimenti della Franco Tosi i macchinari a servizio di una centrale elettrica che fu realizzata nel centro di Milano, nei pressi di piazza del Duomo, che all'epoca era, al momento dell'inaugurazione, la terza al mondo dopo due centrali che si trovavano, rispettivamente, a New York e a Londra. Nel 1894, come conseguenza della cospicua crescita che conobbe l'azienda, la Franco Tosi raggiunse i mille dipendenti.

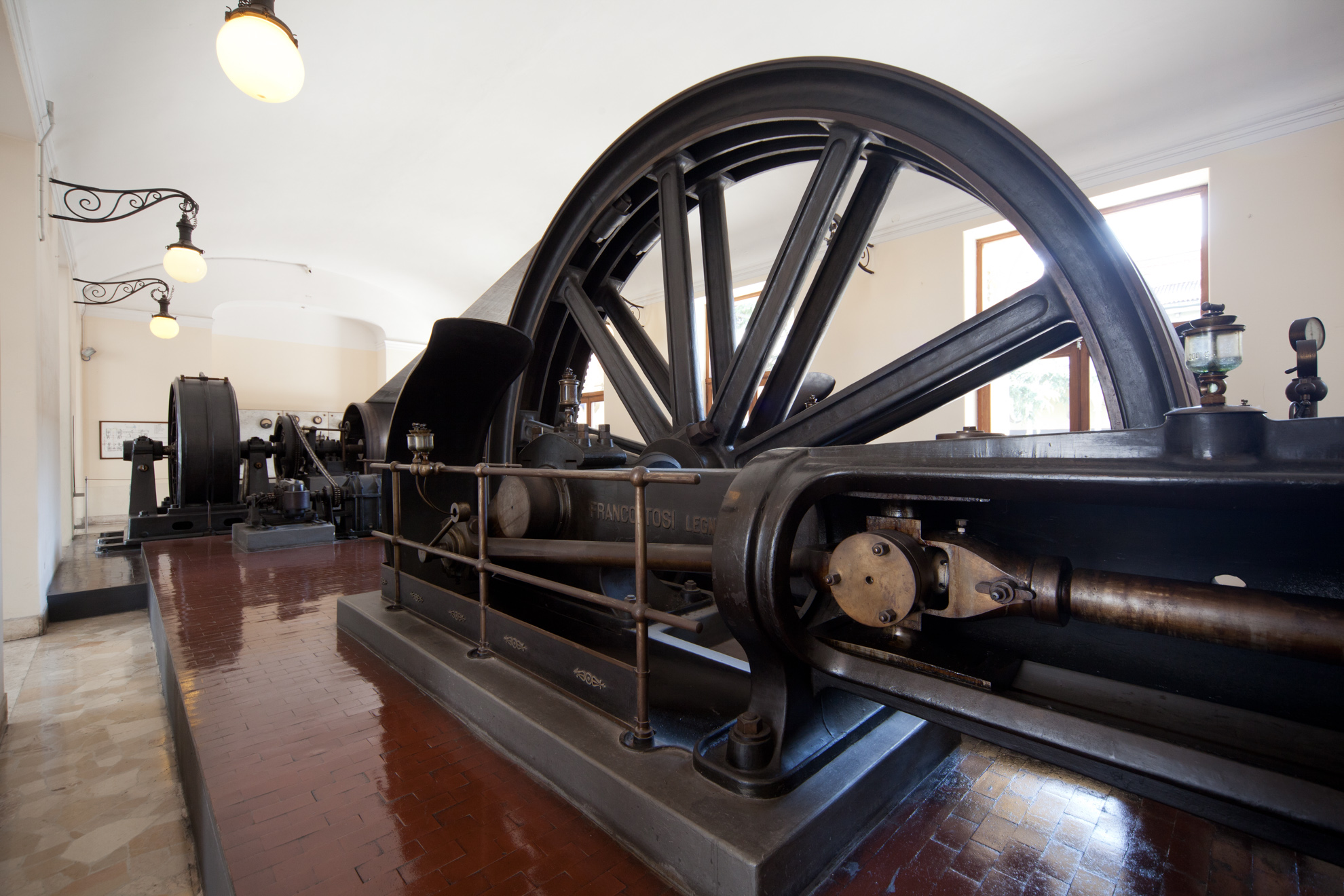
Centrale termoelettrica Regina Margherita, esposta al Museo nazionale della scienza e della tecnologia Leonardo da Vinci di Milano

Fonderia ghisa della Franco Tosi Meccanica di Legnano nel 1916. Sulla sinistra si vede il parco staffe che divide la fonderia in ghisa dall'officina meccanica

Donne al lavoro su forniture belliche alla Franco Tosi di Legnano (1915) durante la prima guerra mondiale, in sostituzione degli uomini, partiti per il fronte di guerra

Nello stesso periodo l'azienda, per formare i dipendenti, sia presenti che futuri, istituì corsi serali per adulti e scuole diurne per i figli dei propri lavoratori. Dello stesso periodo è la costruzione della case operaie, considerate tra i più moderni quartieri operai d'Italia: per gli impiegati vennero edificate villette unifamiliari, mentre per gli operai delle case più ampie. Queste costruzioni non furono realizzate in periferia, ma in centro città, vicino agli stabilimenti e alle scuole aziendali. Inoltre la Franco Tosi istituì, per i propri dipendenti, la mutua di assistenza per le malattie, la cassa di previdenza e il dopolavoro.
Una motrice a vapore prodotta dall'azienda a fine XIX secolo è conservata presso il museo della Scienza e della Tecnologia di Milano. È installata nella centrale termoelettrica "Regina Margherita", visibile all'ingresso del museo e funzionante con cilindri e pistoni. Progettata al Politecnico di Milano, era installata nel setificio Egidio e Pio Gavazzi di Desio. Venne inaugurata il 9 novembre 1895. Alla cerimonia di inaugurazione presenziarono i reali d'Italia, Umberto I e Margherita di Savoia; la centrale fu poi dedicata alla regina. La produzione di energia elettrica della centrale cessò nel 1954, e nel 1958 venne donata al museo dagli eredi Gavazzi. La centrale "Regina Margherita" non era però un impianto al passo con i tempi: dieci anni prima dell'inaugurazione era già comune la turbina a vapore. Questa tecnologia presenta infatti un rendimento superiore.
La Franco Tosi sviluppò nel 1904 il primo motore a vapore con potenza superiore a 6 MW mentre nel 1907 l'azienda iniziò, prima in Italia, a realizzare industrialmente motori diesel. In questi anni alla Franco Tosi lavorò Ettore Maserati, uno dei fondatori dell'omonima casa automobilistica: ricopriva il ruolo di ingegnere capo per lo sviluppo dei motori.
Tra il 1912 e il 1913 la Franco Tosi costruì a sue spese, e grazie al contributo di Antonio Bernocchi, il campo di via Lodi, primo stadio casalingo del Football Club Legnano, sodalizio sportivo che nel 1936 mutò nome in Associazione Calcio Legnano e che è attivo tuttora.
Nel 1914 la Franco Tosi impiantò dei cantieri navali a Taranto. I sommergibili costruiti in questo arsenale furono i primi al mondo a raggiungere una profondità di immersione di 75 m. Durante la prima guerra mondiale fabbriche legnanesi convertirono i loro impianti per la produzione di forniture belliche, e la Franco Tosi non fu un'eccezione: in particolare l'azienda metalmeccanica legnanese contribuì ad attrezzare i reparti di artiglieria del Regio Esercito.

### Dal primo dopoguerra alla seconda guerra mondiale

I cantieri navali Tosi di Taranto nel 1915

Motrici navali verticali "tandem-compound" prodotte nei cantieri navali Tosi di Taranto

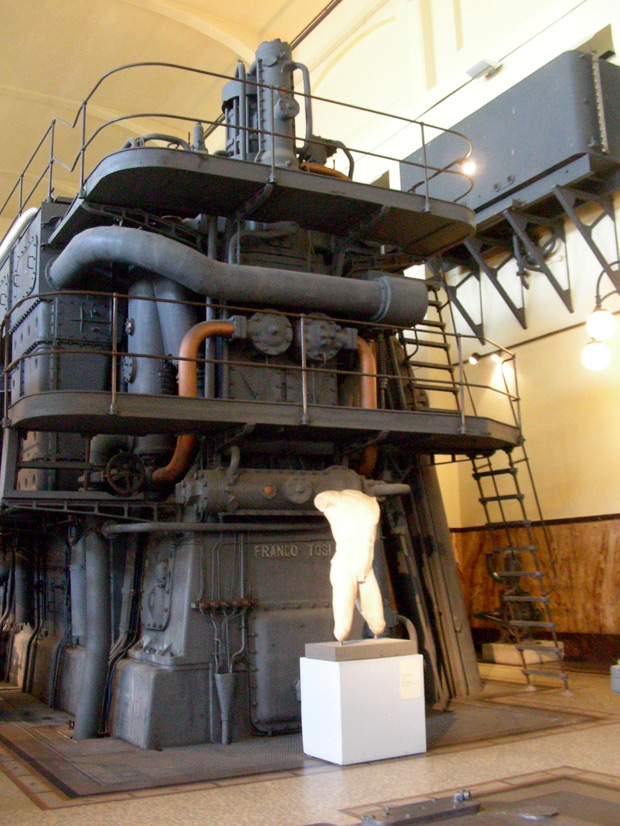
La sala macchine della Centrale Montemartini di Roma (ora adibita a museo), i cui macchinari sono stati realizzati dalla Franco Tosi

Negli anni trenta la Franco Tosi fornì i macchinari necessari (turbine, motori Diesel, caldaie, ecc.) all'attivazione della Centrale Montemartini di Roma. Questa centrale fu il primo impianto pubblico di produzione elettrica della Capitale.
Nei primi anno '20 la Franco Tosi forniva anche caldaie per l'importante impianto Shell di Vado Ligure.
In questi anni alla Franco Tosi furono assunti Felice Musazzi e Tony Barlocco, che in seguito fondarono la compagnia teatrale dialettale I Legnanesi. Legata alla Franco Tosi fu la seconda visita di Benito Mussolini a Legnano, che è datata 4 ottobre 1934: il Duce parlò in piazza San Magno da un palco posizionato sopra una turbina della Franco Tosi davanti qualche migliaio di persone.
Durante la seconda guerra mondiale, il 5 gennaio 1944, con la Franco Tosi militarizzata dai nazisti, le SS fecero un'azione di rappresaglia a causa di uno sciopero indetto dai lavoratori. Vennero individuati sei operai di idee antifasciste che erano parte del consiglio di fabbrica; alla ribellione degli altri lavoratori, vennero arrestati 63 operai. Dopo lunghi interrogatori i tedeschi liberarono i lavoratori, a esclusione di sette, che furono deportati nei lager nazisti, da cui non fecero più ritorno.
Dopo la caduta del fascismo, anche a Legnano riprese l'attività sindacale, che era stata oggetto di forte repressione durante la dittatura, con l'organizzazione di scioperi nelle fabbriche, perlopiù finalizzati ai rinnovi dei contratti, alle condizioni e agli orari di lavoro nonché alla difesa dei diritti delle donne: a Legnano i movimenti sindacali ripresero con vigore, risolutezza che portò frequenti scioperi, e la Franco Tosi non fu un'eccezione. Le aree politiche a cui facevano riferimento i sindacati legnanesi erano due, la sinistra e le forze cattoliche, che all'epoca erano in forte contrapposizione. Tra esse c'era un'accesa rivalità, che in un'occasione portò a un'interrogazione parlamentare da parte del deputato democristiano Dino Del Bo:
(Dino Del Bo)
Il ministro dell'interno Mario Scelba avvalorò le osservazioni di Del Bo aggiungendo che si sarebbe rivolto agli organi di polizia con l'obiettivo di aumentare la sorveglianza sulla Franco Tosi.

### Dal secondo dopoguerra agli anni ottanta

Panorama degli stabilimenti della Franco Tosi

Visita di Alcide De Gasperi allo stand della Franco Tosi alla Fiera di Milano del 1950

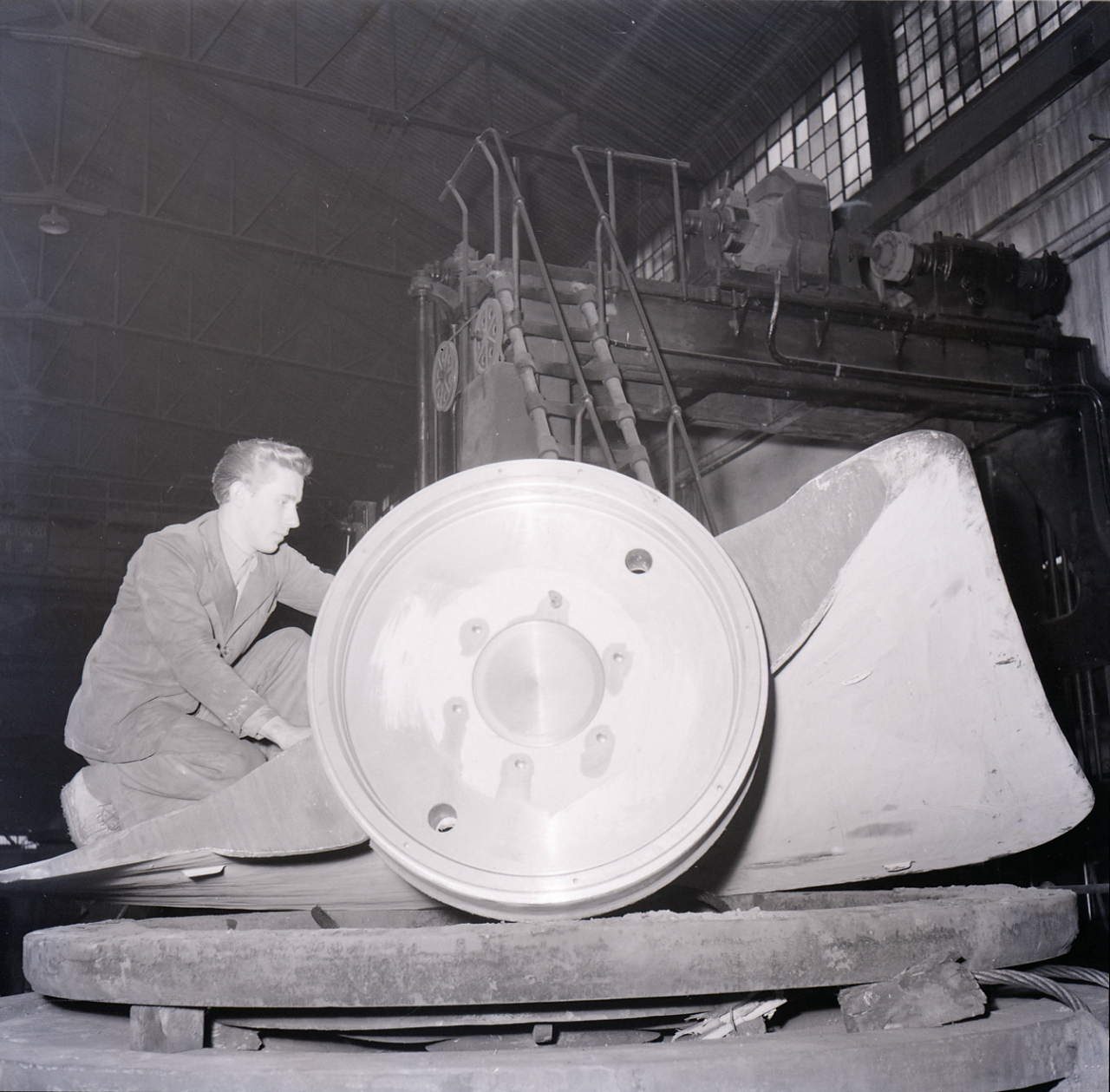
Reparto produttivo della Franco Tosi in una foto del 1958 di Paolo Monti

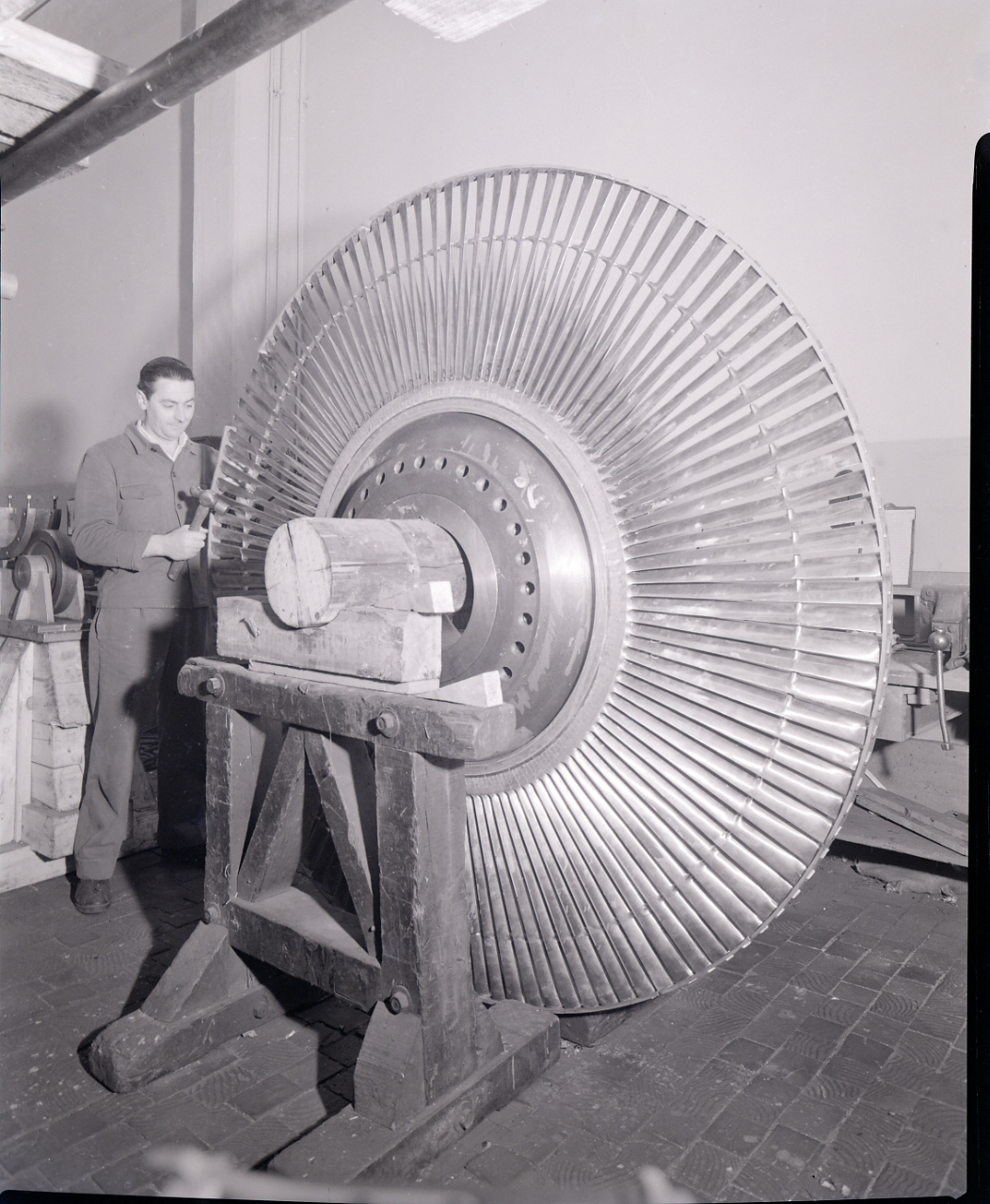
Reparto produttivo della Franco Tosi in una foto del 1958 di Paolo Monti

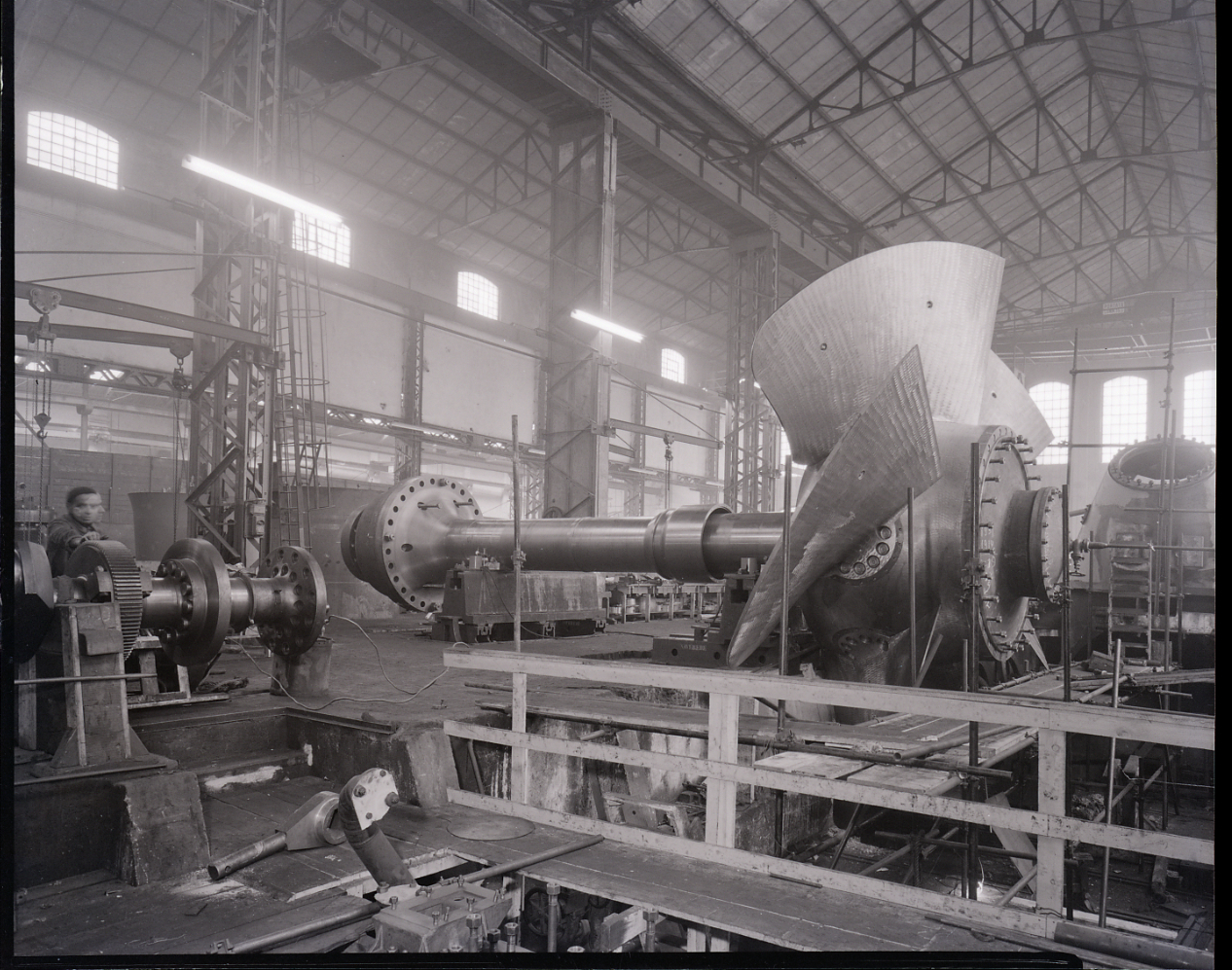
Reparto produttivo della Franco Tosi in una foto del 1958 di Paolo Monti

Dopo la seconda guerra mondiale, da un punto di vista produttivo, per commercializzare a livello mondiale le turbine nel campo nucleare e i generatori di vapore, la Franco Tosi iniziò a collaborare, rispettivamente, con le aziende americane Westinghouse Electric Corporation e Combustion Engineering Company. Da un punto di vista occupazionale, la Franco Tosi, nel 1951, raggiunse i 4.800 dipendenti. La Franco Tosi, negli anni cinquanta, diventò un vero e proprio colosso. Un detto in dialetto legnanese che si riferiva a chi lavorava in Franco Tosi recita: "Te ghe ul pan a vita" (it. "Hai il pane a vita", ovvero "sei a posto per sempre").
Nella Franco Tosi i sindacati dominanti erano la CGIL e la CISL: per tale motivo, essendo i primi di estrazione politica, rispettivamente  comunista e socialista, il governo statunitense decise d'improvviso di non avere più commesse con questo tipo di aziende, e la Franco Tosi non fu un'eccezione. Si osserva però che nel 1956-57 furono prodotti molti generatori di vapore su licenza C.E. (americana) poi installati nelle centrali termoelettriche italiane.
Nonostante questo problema, la Franco Tosi continuò a crescere, complici anche gli imponenti investimenti sui propri impianti industriali e l'ampliamento del sito produttivo con la costruzione di nuovi capannoni. È sempre degli anni cinquanta l'apertura dello spaccio aziendale della Franco Tosi, che si trovava in via XXIX Maggio.
La Franco Tosi negli anni sessanta riuscì ad ottenere un ingente numero di commesse, tra cui forniture per le centrali Enel di Piacenza, Brindisi, Vado Ligure e Torvaldilaga, per gli impianti Edison e Esso di Marghera e Augusta, nonché per impianti delle medesime società che si trovavano in Malaysia, Indonesia e Giamaica. La Franco Tosi ottenne poi commesse da altre aziende per impianti che si trovavano in Corea del Sud, Argentina, Arabia Saudita, Iran, India e Panama: questa enorme mole di lavoro portò la forza lavoro della Franco Tosi a superare, a metà degli sessanta, i 4.500 lavoratori. 

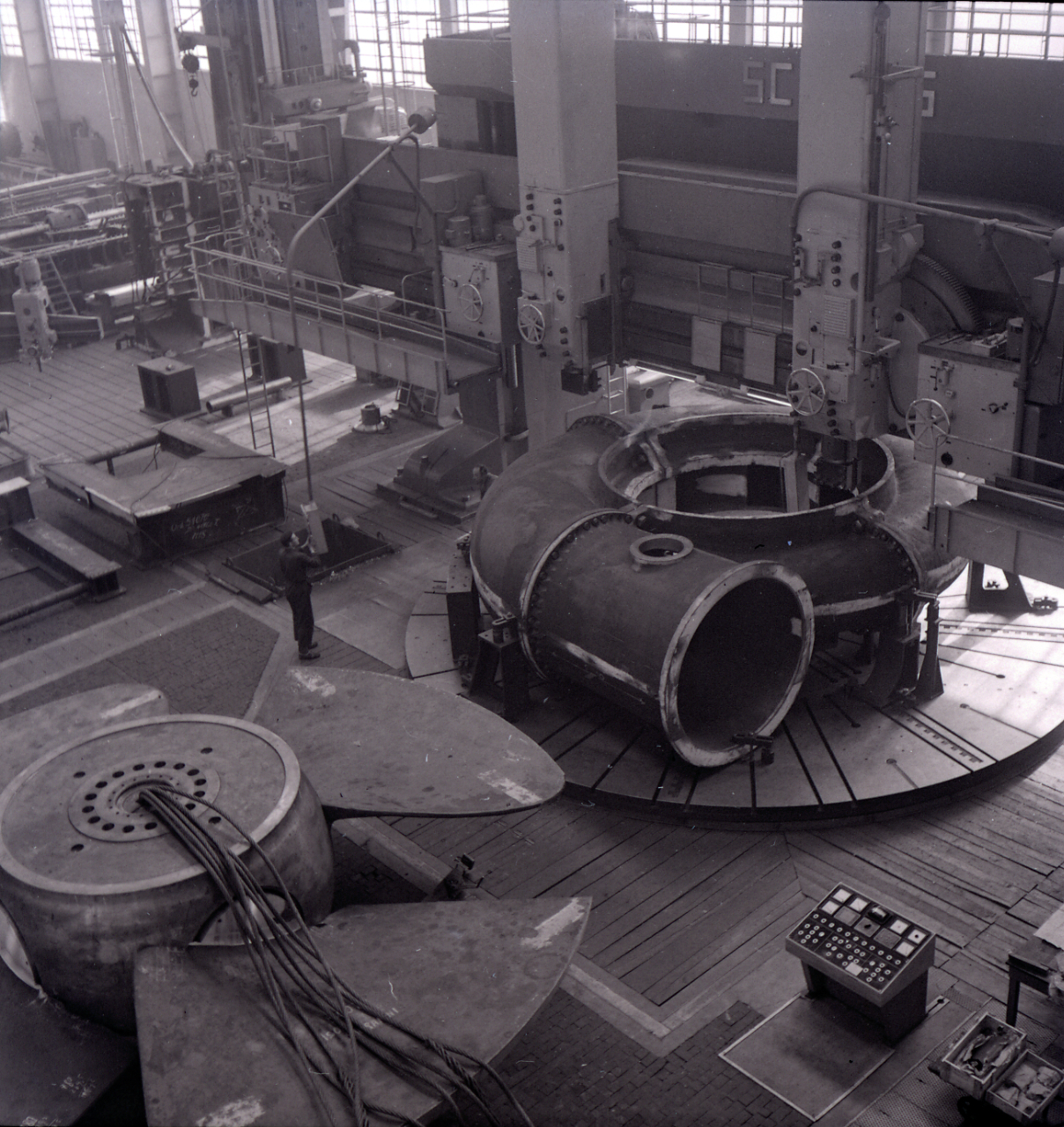
Reparto produttivo della Franco Tosi in una foto del 1958 di Paolo Monti

Degno di nota, in ambito sindacale, fu l'invasione dei binari della ferrovia Milano-Gallarate, che avvenne il 21 ottobre 1969 ad opera degli operai della Franco Tosi e di quelli delle Industrie Elettriche, che bloccarono la circolazione dei treni: fu la prima azione di questo genere mai tentata a Legnano ad opera delle forze sindacali.
Negli anni settanta, nel periodo di maggior sviluppo, l'azienda metalmeccanica legnanese impiegava circa 6.000 lavoratori. La crisi iniziò nella seconda parte degli anni ottanta a causa del referendum sulla localizzazione delle centrali nucleari in Italia, che portò a un vistoso calo degli ordini dei componenti per questo tipi di impianti; a questo, si aggiunse la sempre più forte concorrenza a livello internazionale, che peggiorò ulteriormente la situazione.

### Le numerose cessioni
Negli anni novanta la Franco Tosi passò di proprietà: il controllo della storica azienda legnanese passò infatti all'Ansaldo. A dicembre 1999 la Franco Tosi dava lavoro a 1.600 persone. Nel 2000 il "Gruppo Casti" acquistò da Finmeccanica l'azienda legnanese. Nell'occasione la società cambiò nome in "Franco Tosi Meccanica S.p.A.". Al 2001 la potenza totale installata negli impianti prodotti dalla Franco Tosi ammonta a circa 75 GW. Nel giugno 2009 la Franco Tosi viene acquistata dalla società indiana Gammon Group, specializzata in opere civili.
Il 25 luglio 2013 il tribunale fallimentare di Milano ha dichiarato lo stato di insolvenza per l'azienda a cui ha fatto seguito la decisione di porre la società in amministrazione straordinaria. Il 9 giugno 2015, a conclusione della procedura di cessione, il gruppo Presezzi ha acquistato il ramo d'azienda relativo alla gestione caratteristica della Franco Tosi Meccanica che comprende, tra l'altro, tutti i beni strumentali destinati all'attività d'impresa (impianti, macchinari, attrezzature), il marchio "Franco Tosi", i brevetti e ogni altro diritto di proprietà industriale e intellettuale, il know-how e tutta la documentazione tecnica, tra cui l'archivio disegni e, infine, tutti i lavori in corso e il portafoglio ordini. Prezzo: 3.6 milioni di euro.

## Galleria d'immagini

Case per operai della Franco Tosi (1888)
Case per impiegati della Franco Tosi (1898)
Il reparto costruzione bombe alla Franco Tosi nel 1916 durante la prima guerra mondiale
Piazzale della stazione di Legnano negli anni trenta del XX secolo. Sulla destra la stazione ferroviaria, sulla sinistra gli stabilimenti della Franco Tosi Meccanica
Lo spaccio aziendale della Franco Tosi, che si trovava in via XXIX maggio a Legnano